# Álvaro Parente
Pour les articles homonymes, voir Álvaro.

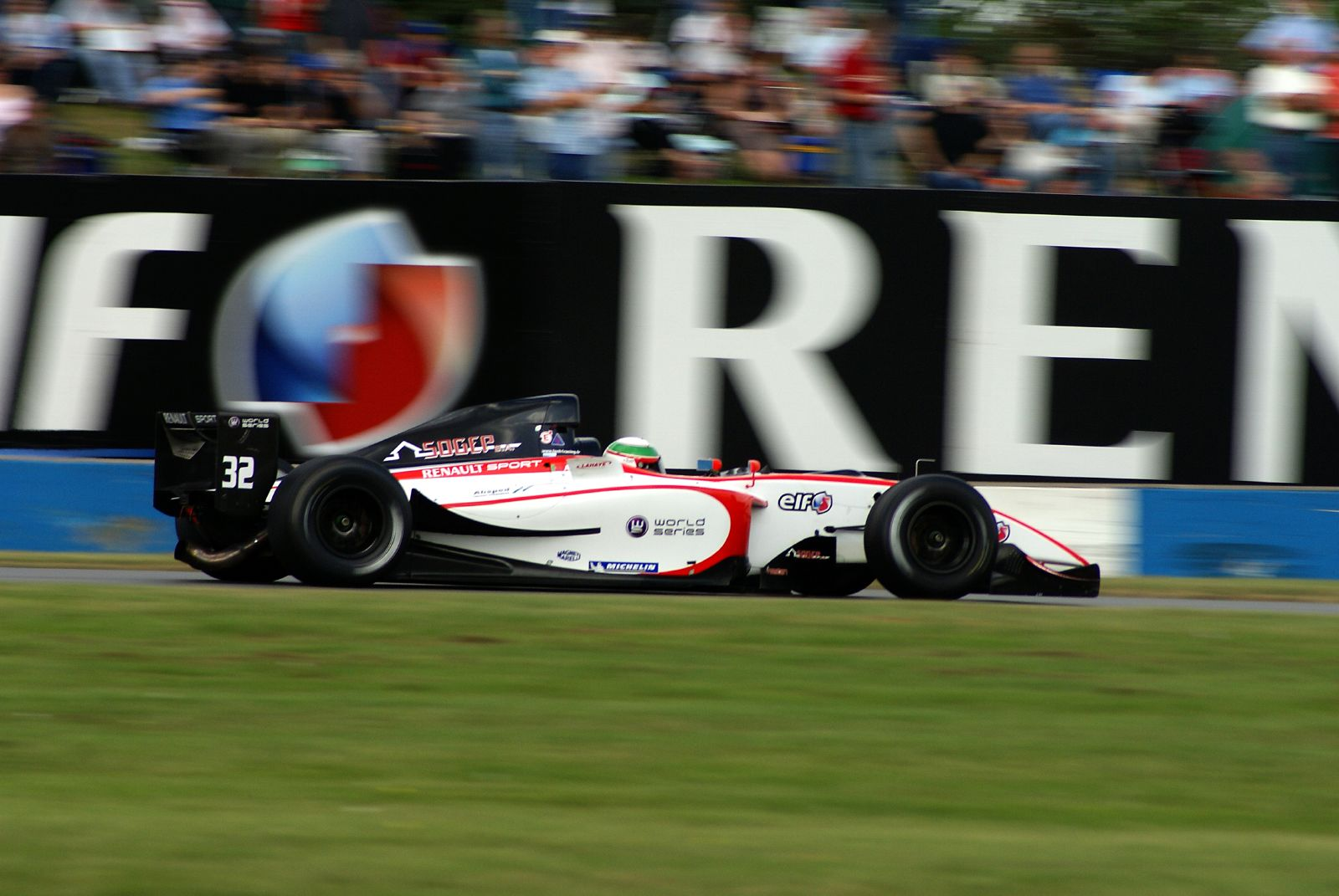
Álvaro Parente, en World Series by Renault, en 2007

Álvaro Parente, né le 4 octobre 1984 à Porto (Portugal), est un pilote automobile portugais.
Après des débuts en monoplace et quelques courses dans le Championnat GT espagnol, il réalise en 2012 une saison complète en Championnat du monde FIA GT1 au sein du Hexis Racing.

## Biographie
Après avoir remporté le Championnat d'Europe Junior en 1998 en Karting, Parente fait ses débuts en course automobile en 2001 à l'âge de 16 ans, dans le championnat espagnol de Formule 3. L'année suivante, il est intégré dans le projet de l'équipe du Portugal et décroche une victoire et une 4e place dans la série. 
Il commence sa carrière internationale en 2003, en passant dans le championnat de Formule 3 Euroseries avec le Team Ghinzani, mais le moteur Mugen se révèle être inférieur aux blocs Mercedes et il n'inscrit qu'un seul point. Il connaît plus de réussite en F3 italienne et à Spa dans une manche de F3 britannique, sa première association avec Carlin Motorsport, qui sera réitérée en fin d'année dans le Grand Prix Macao. 
Ce bref contact ouvre la voie à un contrat avec Carlin pour la saison 2004, où il prend part à la série britannique, remportant une victoire et une 7e place au classement du championnat. Il participe également au Masters de Zandvoort de Formule 3, mais avec l'ancien moteur Mugen, il ne peut lutter avec les pilotes Mercedes et dans la seconde manche, il est pris dans un accrochage dès le premier tour. Parente restera au Royaume-Uni pour une autre saison, et son expérience lui permettra de remporter le championnat avec un total de 11 victoires. Ce résultat fait de lui le candidat naturel pour représenter le A1 Team Portugal pour le nouveau championnat du A1 Grand Prix.
En 2006, Parente rejoint le championnat de World Series by Renault avec l'équipe Victory Engineering (en), et il obtient sa première victoire à Istanbul dès la cinquième course du championnat. Il s'impose également lors des courses du Nürburgring et de Barcelone, ce qui lui permet de terminer cinquième au classement final. Ses projets de passer en GP2 Series en 2007 ayant capoté à la suite de la défection d'un sponsor, il repart pour une deuxième saison en World Series by Renault grâce à sa signature de dernière minute avec l'écurie française Tech 1 Racing et remporte le championnat. En récompense de ce titre, il effectue en janvier 2008 sur le circuit de Jerez ses premiers tours de roue en Formule 1 au volant de la Renault R27. Il évolue actuellement dans le championnat de GP2 Series en tant que pilote de l'écurie Super Nova. Il a déjà remporté sa première victoire lors de sa première course en Espagne et termine la saison à la 8e place du classement avec 34 pts.
Nelson Piquet effectue avec lui sa dernière course officielle en 2010, en International GT Open à Barcelone sur Ferrari F430 GT2 du team Aurora Energy Drink (les deux hommes vainqueurs de la première des deux manches).

## Carrière
- 1998 : Karting Europe Cadet (Champion)
- 1999 : -
- 2000 : -
- 2001 : Formule 3 Espagne (12e)
- 2002 : Formule 3 Espagne (4e)
- 2003 : Formule 3 Euroseries (26e), Formule 3 Italie, Formule 3 GB
- 2004 : Formule 3 GB (7e, 1 victoire)
- 2005 : Formule 3 GB (Champion, 11 victoires), A1 Grand Prix
- 2006 : World Series by Renault (5e, 3 victoires), A1 Grand Prix
- 2007 : World Series by Renault (Champion, 2 victoires)
- 2008 : GP2 Series (8e, 1 victoire)

## Palmarès
- 1998 : Champion d'Europe de Karting Cadet
- 2005 : Champion de Grande-Bretagne de Formule 3 avec 11 victoires en 22 courses
- 2005/2006 : Membre de l'équipe nationale du Portugal en A1 Grand Prix
- 2006 : 5e du championnat World Series Formule Renault 3.5 avec le team Victory Engineering
- 2007 : Champion de Formula Renault 3.5 Series avec l'écurie Tech 1 Racing